# ワンダフル!ウエディング -結婚できる人できない人-
『ワンダフル!ウエディング 〜結婚できる人できない人〜』（原題:The Wilde Wedding）は2017年に公開されたアメリカ合衆国のロマンティック・コメディ映画である。監督はダミアン・ハリス、主演はグレン・クローズが務めた。本作は日本国内で劇場公開されなかったが、2018年10月11日にDVDが発売された。

## 概略
ベテラン女優のイブ・ワイルドは4度目の結婚をすることになった。結婚式にはイブの最初の夫のローレンスと子供・孫、新郎のハロルドの娘と友人たちが出席した。幸せいっぱいのイブだったが、個性的な出席者たちが起こすトラブルに巻き込まれる羽目になった。

## キャスト
- 括弧内は日本語吹替（Netflix版）
- イブ・ワイルド：グレン・クローズ（高島雅羅）
- ローレンス・ダーリング：ジョン・マルコヴィッチ
- ハロルド：パトリック・スチュワート（緒方賢一）
- プリシラ・ジョーンズ：ミニー・ドライヴァー
- ローリー・ダーリング：ジャック・ダヴェンポート
- マッケンジー・ダーリング：グレイス・ヴァン・パタン
- ジミー・ダーリング：ノア・エメリッヒ
- イーサン・ダーリング：ピーター・ファシネリ
- クレメンタイン：ヤエル・ストーン
- ローズ：リリー・イングラート
- ララ：ブリジェット・ランディ＝ペイン
- ディラン：ティム・ボードマン
- ビー：カーラ・ジャクソン
- アル：ロブ・ランジェダー
- ネルソン：ジョー・ユーラ

## 製作
2015年8月18日、グレン・クローズとジョン・マルコヴィッチが本作に出演することになったと報じられた。2016年6月13日、P・T・ウォークリーが本作で使用される楽曲を手がけるとの報道があった。

## 公開・マーケティング
2017年5月19日、ヴァーティカル・エンターテインメントが本作の全米配給権を獲得したと報じられた。8月10日、本作のオフィシャル・トレイラーが公開された。9月5日、本作はドーヴィル・アメリカ映画祭でプレミア上映された。

## 評価
本作に対する批評家からの評価は芳しいものではない。映画批評集積サイトのRotten Tomatoesには15件のレビューがあり、批評家支持率は27%、平均点は10点満点で5.24点となっている。また、Metacriticには6件のレビューがあり、加重平均値は31/100となっている。